# Kurt Lambeck

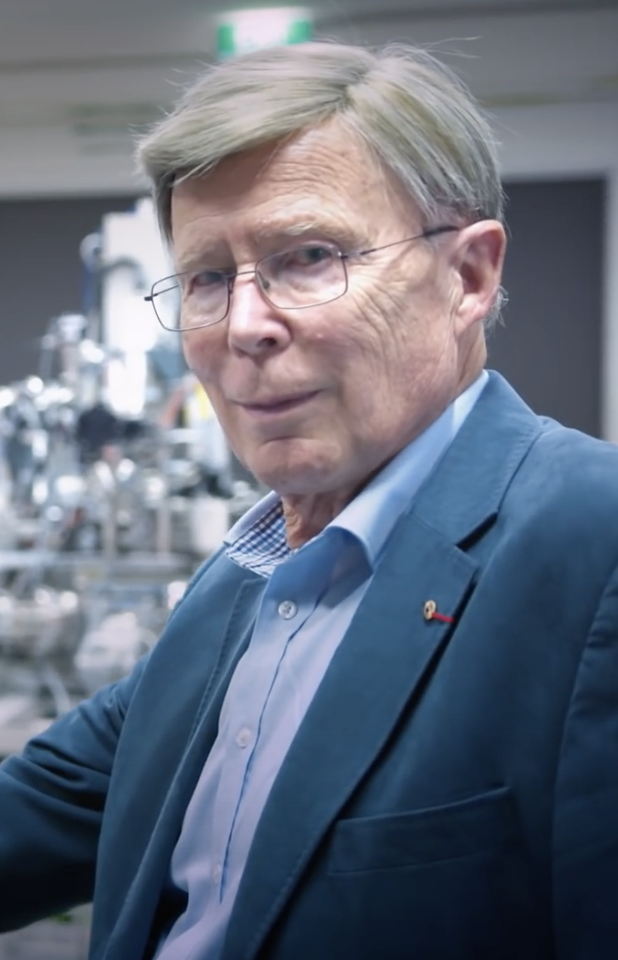
Kurt Lambeck, 2021

Kurt Lambeck (* 20. September 1941 in Utrecht) ist ein niederländisch-australischer Geophysiker. Seine Forschungsgebiete sind neben der Geophysik auch Geodäsie und Geologie, insbesondere im Hinblick auf mittel- und langfristige Veränderungen der Erdform und auf Wechselwirkungen zwischen Prozessen auf der Erdoberfläche und der festen Erde.

## Leben und Wirken
Lambeck ist in den Niederlanden geboren. Seit 1956 hat er die Staatsbürgerschaft Australiens. Er studierte zunächst an der Universität von New South Wales, wo er 1963 mit dem Bachelor abschloss, und erwarb 1967 mit der Arbeit Precise geodetic position determination with the use of artificial satellites einen Ph.D. an der Universität Oxford. Von 1967 bis 1970 arbeitete er auf dem Gebiet der Geodäsie am Smithsonian Astrophysical Observatory und an der Harvard University. Von 1970 bis 1977 war er wissenschaftlicher Direktor des Pariser Observatoriums, von 1973 bis 1977 zusätzlich Professor an der Universität Paris VII bzw. Universität Paris VI. In Frankreich half er das Programm für Geodäsie des Centre national d’études spatiales aufzubauen.
1976 erwarb Lambeck noch einen D.Sc., ebenfalls an der Universität Oxford. 1977 erhielt er eine Professur für Geophysik an der Australian National University in Canberra, die er bis zu seiner Emeritierung 2007 innehielt. Von 1984 bis 1993 und 1998 fungierte er als Direktor der dortigen Research School of Earth Sciences. Von 2006 bis 2010 war Lambeck Präsident der Australian Academy of Science. 2011/2012 war er Blaise-Pascal-Professor an der École normale supérieure in Paris.
Lambeck zählt zu den international anerkannten Experten auf den Gebieten der veränderlichen Erdrotation, der langsamen Veränderungen der Form der Erde und der Auswirkungen der Eisschmelze auf den Meeresspiegel. Er hat über 250 wissenschaftliche Publikationen veröffentlicht. Lambeck gehört (Stand 2014) zu den 250 meistzitierten Geowissenschaftlern. Seine Erkenntnisse revolutionierten die Konzepte der Geowissenschaften und das moderne Verständnis der festen Erde.
Forschungsgebiete Lambecks waren zunächst die satellitengestützte Messung von Änderungen im Schwerefeld der Erde, der Tidenhub der Erdkruste und Variationen in der Erdrotation, die Entwicklung des Erde-Mond-Systems (Zweikörper-System) und Verformungen von Erdkruste und Erdmantel. Jüngere Arbeiten befassten sich mit der Veränderung des Meeresspiegels und den Veränderungen der Viskosität des Erdmantels während der letzten Eiszeitalter. Aus paläoklimatoogischer Sicht geht es dabei um die Entwicklung der Eisdicke im letzten Eiszeitalter-Zyklus. Der dritte Fokus der jüngeren Arbeiten liegt auf der Bedeutung der Veränderungen des Meeresspiegels und der Eisdicken für Archäologie und prähistorische Forschung insbesondere mit Hinblick auf mögliche Wanderungsbewegungen des Menschen in Altsteinzeit und Jungsteinzeit (siehe Ausbreitung des Menschen).

## Auszeichnungen (Auswahl)
- 1976 James B. Macelwane Medal[4]
- 1984 Mitglied der Australian Academy of Science[5]
- 1993 Charles A. Whitten Medal[6]
- 1993 Mitglied der Königlich Niederländischen Akademie der Wissenschaften[7]
- 1994 Mitglied der Royal Society[8]
- 1994 Mitglied der Norwegischen Akademie der Wissenschaften[9]
- 1997 Alfred Wegener Medal
- 1999 Mitglied der Academia Europaea[10]
- 2005 Mitglied der Académie des Sciences[11]
- 2009 Mitglied der National Academy of Sciences[12]
- 2009 Officer des Order of Australia[13]
- 2010 Mitglied der American Academy of Arts and Sciences[14]
- 2010 Ehrenmitglied der Royal Society of New South Wales[15]
- 2012 Balzan-Preis[3]
- 2013 Ritter der Ehrenlegion[16]
- 2013 Wollaston-Medaille[17]
- 2013 Ritter des Verdienstordens der Italienischen Republik
- 2018 Prime Minister’s Prizes for Science
- 2021 Companion des Order of Australia
- Ehrendoktorate: Nationale Technische Universität Athen (1994), University of New South Wales (1999)

## Schriften (Monografien)
- The Earth's Variable Rotation: Geophysical Causes and Consequences. Cambridge University Press, 1980, 2005.
- Geophysical Geodesy: The Slow Deformations of the Earth. Oxford University Press, 1988; Cambridge University Press Virtual Publishing.